# بخش رودبست

بخش رودبست یکی از بخش‌های شهرستان بابلسر در استان مازندران در شمال ایران است.

## جمعیت
بنابر سرشماری مرکز آمار ایران، جمعیت بخش رودبست شهرستان بابلسر در سال ۱۳۹۵ برابر با ۳۰,۶۶۹ نفر بوده‌است.

## روستاها
روستاهای بخش رودبست (هادی شهر) عبارت‌اند از:
رودبست، خشکرود، سادات محله، رَزکنار، نصرت کلا، دوغی کلا، ولیکرودپشت، شرمه کلا، میانبال، کونر، درزیمحله، اسفندیارمحله، فولادکلا، کاسگرمحله، سرحمام، بالااحمدکلا، مقریکلا، درزی نقیب کلا، سیدکلا، کبوتردان، آرمیچ کلا، کاریکلا، پائین نقیب کلا، ایسی کلا، خردمند انیسی، بالانقیب کلا، چوپان کلا، سیدمحله، خردمند رضایی، قادی محله، رکون، رضاکلا، لاری محله سپاه محله، قلع کتی.